# Гаварно-Трибулина (Бергамо)
Гаварно-Трибулина је насеље у Италији у округу Бергамо, региону Ломбардија.
Према процени из 2011. у насељу је живело 1713 становника. Насеље се налази на надморској висини од 343 м.